# Dargen D'Amico
Pour les articles homonymes, voir D'Amico.
Dargen D'Amico, de son vrai nom Jacopo D'Amico, né le 27 novembre 1980, à Milan, en Lombardie, est un rappeur et disc jockey italien. Il est également fondateur du label indépendant Giada Mesi. Décrivant sa musique de « cantautorap » et définissant son genre de « rap emo » (usage de questions personnelles et intimes dans sa musique), d'Amico est connu comme éclectique et original, comme en témoignent ses interviews.
En public, D'Amico porte généralement une paire de lunettes, souvent différentes dans la forme et dans la couleur. Dans une interview, il explique porter des lunettes de soleil car la lumière le dérange.

## Biographie

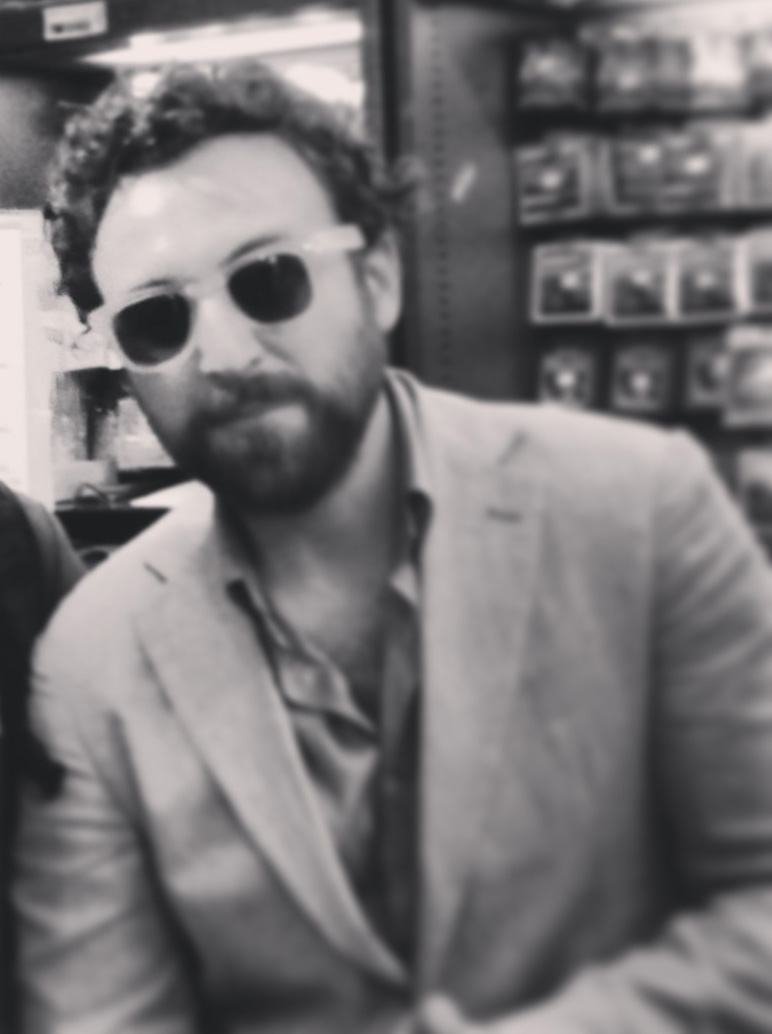
Dargen D'Amico à Milan.

Dargen D'Amico, de son vrai nom Jacopo D'Amico, est originaire de Milan. Adolescent, il fait la rencontre de Gué Pequeno et Jake La Furia, avec qui il fonde le groupe Sacre Scuole, dint le seul album, 3 MC's al cubo, est publié en 1999. Le groupe est dissous en 2001 et, après cela, Gué Pequeno et Jake La Furia fondent le Club Dogo avec le producteur Don Joe, publiant deux ans plus tard, l'album Mi fist , qui contient la chanson Tana 2000, enregistré avec d'Amico.
Après Sacre Scuole, Dargen D'Amico poursuit sa carrière solo publiant en 2006 un premier album intitulé Musica senza musicisti, au label Giada Mesi. En 2007, Dargen participe en tant que compositeur et collaborateur à plusieurs titres de l'album Figli del caos du groupe milanais Two Fingerz, publié sur Sony-BMG). L'année suivante, en 2008, il publie deux albums solos dont Di vizi di forma virtù, sur lequel il parle de travail, de société, des difficultés économiques, et, dans plusieurs morceaux, de ses enfants. La musique électronique ici prend de plus en plus d'espace, et lk'album fait notamment participer, Marzo Zangirolami, Crookers et Emiliano Pepe.
Le 2 juin 2010 sort un EP de l'artiste intitulé D' parte prima, uniquement disponible en téléchargement sur iTunes. L'EP est suivi le 8 octobre d'une deuxième partie intitulée D' parte seconda.

## Discographie

### Albums studio
- 2006 – Musica senza musicisti
- 2008 – Di vizi di forma virtù
- 2011 – CD'
- 2012 – Nostalgia istantanea
- 2013 – Vivere aiuta a non morire
- 2015 – D'io

### EPs
- 2010 – D' parte prima
- 2010 – D' parte seconda

### Singles
- 2008 – Oltre il mare (avec Two Fingerz et Joe Fallisi)
- 2010 – Festa festa (avec Crookers et Fabri Fibra)
- 2011 – La cassa spinge (avec Dumbblonde et Luckybeard)
- 2012 – Adolescenza K.O. (avec Edipo)
- 2012 – Mi vuoi bene (avec DJ Aladyn, Remo Anzovino et Dell'Era)
- 2013 – Continua a correre (avec Andrea Nardinocchi)
- 2013 – Siamo tutti uguali (avec Andrea Volontè)
- 2013 – L'amore a modo mio (avec J-Ax)
- 2013 – Bocciofili (avec Fedez et Mistico)
- 2013 – Due come noi (avec Max Pezzali)
- 2014 – Amo Milano
- 2015 – La mia generazione
- 2015 – B&W (Contro la crisi) (avec Two Fingerz)
- 2015 – Modigliani

### Albums collaboratifs
- 1999 – 3 MC's al cubo (avec Sacre Scuole)
- 2011 – Balerasteppin (avec Macrobiotics)

### Collaborations
- 1997 – Chief & Corvo D'Argento & Il Guercio (sur l'album de AA. VV. - 50 Emcee's pt. 1)
- 1997 – Il Circolo (Chief, Zippo, D'Argento, Il Guercio) - Fuori dalla mischia (sur l'album de DJ Enzo - Tutti x Uno )
- 1997 – Cani da Sfida - Cani da sfida (sur l'album de Prodigio - The Royal Rumble )
- 1998 – Chief, Zippo et Sacre Scuole - Costi quel che costi (sur l'album 50 Emcee's pt. 2)
- 1998 – Chief ft Dargen D'Amico - Nient'altro che... (sur l'album de Zippo - La mia strada)
- 1999 – Dr. Macallicious (Chief) feat. Sacre Scuole - Stato alterato di coscienza
- 1999 – Prodigio feat. Dargen D'Amico - Mi hanno raccontato (sur l'album de Prodigio - Big Bang)
- 1999 – Prodigio feat. Dargen D'Amico - Buona la prima (sur l'album de Prodigio - Big Bang)
- 1999 – Sacre Scuole - Comodi comodi (sur l'album de Prodigio - Cani da sfida)
- 1999 – Dargen D'Amico feat Don Joe - Bug a Boo Parody (sur l'album de Prodigio - Cani da sfida)
- 2004 – Club Dogo feat. Dargen D'Amico - Tana 2000 (sur l'album de Mi fist)
- 2005 – Chief feat. Dargen D'Amico - Uno, nessuno, centomila (sur l'album Revolutionary Hits 3)
- 2007 – Crookers feat. Dargen D'Amico - Nchlinez (sur la Crookers Mixtape)
- 2008 – Fabri Fibra feat. Dargen D'Amico et Alborosie - Un'altra chance (exclusivement sur le Myspace de Fabri Fibra)
- 2009 – Crookers feat. Dargen D'Amico et Danti - Giorno'n'nite
- 2009 – Bugo feat. Dargen D'Amico - Buone maniere (The Big Salt Water Clock Remix)
- 2009 – Fabri Fibra feat. Dargen D'Amico - Via vai (da Chi vuole essere Fabri Fibra?)
- 2009 – Two Fingerz + Vacca ft. Dargen D'Amico - Sassi dal cavalcavia (da Non prima delle 6:10)
- 2009 – Two Fingerz feat. Dargen D'Amico - Fiori nei cannoni (da Il disco finto)
- 2009 – Amari feat. Dargen D'Amico - Dovresti dormire (da Poweri)
- 2009 – Radio Rade feat. Dargen D'Amico - Regina Del Quartiere (da Rubo presenta: Radio Rade)
- 2009 – Diplo feat. Dargen D'Amico & Phra - Natale Exclusive
- 2010 – Crookers feat. Dargen D'Amico, The Very Best & Marina - Birthday Bash (da Tons of Friends / FIFA 2010)
- 2010 – Rischio feat. Dargen D'Amico, Lugi et Danti - Dose di pace - (sur l'album Sogni d'oro)
- 2010 – Fabri Fibra feat. Dargen D'Amico - Nel mio disco (sur l'album Quorum)
- 2010 – Fabri Fibra feat. Dargen D'Amico - Insensibile (sur l'album Controcultura)
- 2010 – Two Fingerz feat. Dargen D'Amico - Blu (sur l'album Il disco nuovo/Il disco volante)
- 2010 – Two Fingerz feat. Dargen D'Amico - Nessuno ascolta (Na nana nana) (sur l'album  Il disco nuovo/Il disco volante)
- 2010 – Two Fingerz feat. Dargen D'Amico & Sewit Villa - Buffo (sur l'album  Il disco nuovo/Il disco volante)
- 2010 – Two Fingerz feat. Dargen D'Amico - Puttana (sur l'album  Il disco nuovo/Il disco volante)
- 2010 – Two Fingerz feat. Dargen D'Amico - Credi che t'amo (sur l'album  Il disco nuovo/Il disco volante)
- 2010 – Two Fingerz feat. Dargen D'Amico - Automatico (sur l'album  Il disco nuovo/Il disco volante)
- 2010 – Two Fingerz feat. Dargen D'Amico - Erba (sur l'album Il disco nuovo/Il disco volante)
- 2010 – Two Fingerz feat. Dargen D'Amico - Reverse (sur l'album Il disco nuovo/Il disco volante)
- 2010 – Zoy feat. Dargen D'Amico - Colori
- 2010 – Emiliano Pepe feat. 'Dargen D'Amico - Giurami che ci sei (sur l'album  Il colore dei suoni)
- 2011 – Macrobiotics (Nic Sarno & Dargen D'Amico) - Balerasteppin
- 2011 – Fog Prison (Braka, Pablo, Ide) (sur l'album de Fiero Prigioniero feat. Dargen D'Amico - La trappola più antica)
- 2011 – LuckyBeard (Phra) feat. Dargen D'Amico & Dumbblonde - La cassa spinge (sur l'album La cassa spinge)
- 2011 – Don Joe e Shablo feat. Reverendo, Chief, Mixup et Dargen D'Amico - Guarda bene (sur l'album  Thori e Rocce)
- 2011 – Marracash feat. Dargen D'Amico e Rancore - L'albatro (sur l'album Roccia Music 2)
- 2011 – Fratelli Calafuria feat. Dargen D'Amico - Disco Tropical (da Musica Rovinata)
- 2011 – Fabri Fibra feat. Dargen D'Amico e Marracash - Tranne te (ExtraRemix)
- 2011 – Useless Wooden Toys feat. Dargen D'Amico - Pioverà Benza
- 2011 – 3 Is a Crowd feat. Dargen D'Amico e Tommaso Cerasuolo - Chiusi a chiave
- 2012 – Max Brigante feat. Dargen D'Amico - Allenatichefabene Remix
- 2012 – Dargen D'Amico feat. Two Fingerz - Hit da 5 minuti
- 2012 – Macrobiotics (Nic Sarno + Dargen D'Amico) - La regola di D'Amico (sur l'album Con due deca)
- 2012 – Andrea Mirò feat. Dargen D'amico - Senza che nulla cambi
- 2012 – Two Fingerz feat. Dargen D'Amico - Pac Man (da Mouse Music)
- 2012 – Max Pezzali feat. Dargen D'Amico - Hanno ucciso l'uomo ragno 2012
- 2012 – Shorty feat. Valentine Ferrari feat. Dargen D'Amico - I've Got a DJ in My Bag
- 2012 – Dargen D'Amico feat. Power Francers - Colori
- 2013 – Fedez feat. Dargen D'Amico - Ragazza sbagliata (sur l'album  Sig. Brainwash - L'arte di accontentare)
- 2013 – Pico Rama feat. Dargen D'Amico - Cani bionici (Technotitlan) (da Il secchio e il mare)
- 2013 – Fritz da Cat feat. Dargen D'Amico - (I commenti su) YouTube (sur l'album Leaks)
- 2013 – Stylophonic feat. Dargen D'Amico e Malika Ayane - Quella giusta per te (sur l'album (Boom!)
- 2013 – Retrohandz feat. Dargen D'Amico - House Animals (da Primitive)
- 2014 – Pula+ feat. Dargen D'Amico et E-Green - Grazie a Nessuno
- 2014 – Omar Pedrini feat. Ron et Dargen D'Amico - Gaia e la balena (sur l'album Che ci vado a fare a Londra?)
- 2014 – Ron feat. Dargen D'Amico - Sabato animale 2014 (sur l'album Un abbraccio unico)
- 2014 – The Night Skinny feat. Dargen D'Amico - E fa bene (sur l'album Zero Kills)
- 2015 – Edipo feat. Dargen D'Amico - Primitivi (sur l'album Preistorie di tutti i giorni)
- 2015 – Dutch Nazari feat. Dargen D'Amico - Genio Dentro (sur l'album Diecimila Lire)
- 2016 – Microspasmi feat. Dargen D'Amico - Che ore sono (sur l'album Come 11 secondi)